# Tibetština
Tibetština je jazyk spadající do skupiny tibetobarmských jazyků, která je součástí sinotibetské jazykové rodiny. Tibetština je ergativní, aglutinační, monosylabický a tónický jazyk s velkým množstvím dialektů. V současnosti je považován za standardní formu tzv. lhaský dialekt (centrální Tibet), k vytvoření spisovného hovorového jazyka dosud nedošlo. K přepisu do češtiny se používá systém zavedený Josefem Kolmašem.
Tibetštinou hovoří kolem 6 milionů mluvčích v Tibetu a dalších několik desítek tisíc lidí v zahraničí.

## Větná stavba (Syntax)
Tibetština patří do skupiny jazyků s pořádkem slov podmět–předmět–sloveso (SOV; podobně jako latina, turečtina, japonština, mongolština, perština či indické jazyky). Platí následující zásady pro pořádek slov:
- přídavné jméno → podstatné jméno
- předmět a příslovce → sloveso
- genitiv (2. pád) → podstatné jméno, ke kterému se vztahuje

## Příklady

### Číslovky
| Číslice | Tibetsky | Transliterace | Česky |
| ༡       | གཅིག་     | chig          | jeden |
| ༢       | གཉིས་     | nyi           | dva   |
| ༣       | གསུམ་     | sum           | tři   |
| ༤       | བཞི་      | shi           | čtyři |
| ༥       | ལྔ་       | nga           | pět   |
| ༦       | དྲུག་      | trug          | šest  |
| ༧       | བདུན་     | dün           | sedm  |
| ༨       | པརྒྱད་     | gyay          | osm   |
| ༩       | དགུ་      | gu            | devět |
| ༡༠      | བཅུ་      | chu           | deset |

## Užitečné fráze
| Tibetsky        | Česky            |
| tra shi dé lek  | Ahoj!            |
| ga ler pep      | Na shledanou!    |
| nga dro dé lek  | Dobré ráno!      |
| chi dro dé lek  | Dobré odpoledne! |
| gong dro dé lek | Dobrý večer!     |

## Vzorový text
Otčenáš (modlitba Páně):
Nam khar zhuk pé ngé kyi yap.
Khyé tsen dam par sungwar shok.
Khyé kyi gyel si ongwar shok.
Khyé kyi gong pa nam kha la.
Drup tar sa lang drup par shok.
Ngé kyi nyin zhak ré kha zé.
Dé ring yang ni nangwar dzö.
Ngé tsö zhen gyi nyé pa dak. Gu yang tongwa
ji zhin du. Ngé kyi dik bün selwar dzö.
Nyam tsö nang du ma tri par.
ngen pa lé ngé tarwar dzö.

### Všeobecná deklarace lidských práv
| tibetsky      | འགྲོ་བ་མིའི་རིགས་རྒྱུད་ཡོངས་ལ་སྐྱེས་ཙམ་ཉིད་ནས་ཆེ་མཐོངས་དང༌། ཐོབ་ཐངགི་རང་དབང་འདྲ་མཉམ་དུ་ཡོད་ལ། ཁོང་ཚོར་རང་བྱུང་གི་བློ་རྩལ་དང་བསམ་ཚུལ་བཟང་པོ་འདོན་པའི་འོས་བབས་ཀྱང་ཡོད། དེ་བཞིན་ཕན་ཚུན་གཅིག་གིས་གཅིག་ལ་བུ་སྤུན་གྱི་འདུ་ཤེས་འཛིན་པའི་བྱ་སྤྱོད་ཀྱང་ལག་ལེན་བསྟར་དགོས་པ་ཡིན༎ |
| transliterace | 'gro ba mi'i rigs rgyud yongs la skyes tsam nyid nas che mthongs dang/_thob thangagi rang dbang 'dra mnyam du yod la/_khong tshor rang byung gi blo rtsal dang bsam tshul bzang po 'don pa'i 'os babs kyang yod/_de bzhin phan tshun gcig gis gcig la bu spun gyi 'du shes 'dzin pa'i bya spyod kyang lag len bstar dgos pa yin// |
| česky         | Všichni lidé se rodí svobodní a sobě rovní co do důstojnosti a práv. Jsou nadáni rozumem a svědomím a mají spolu jednat v duchu bratrství. |